# Beguitxevski
Beguitxevski (en rus: Бегичевский) és un poble (un possiólok) de l'óblast de Tula, a Rússia, segons el cens del 2010 tenia 2.278.